# Digvijay Bhonsale
Digvijay Bhonsale (Hindi/Marathi: दिग्विजय भोंसले, pronunciado como Dig-vijay Bho-slay, nascido em 31 de março de 1989) é um vocalista, guitarrista e compositor indiano de rock e metal .
Ele é mais conhecido como o vocalista do Nicotina (banda), a primeira banda de metal de Indore descrita como "pioneira da música Metal na Índia Central ".
Bhonsale nasceu em Bombaim e foi criado em Indore. Ele foi educado no Daly College. Ele concluiu seu Bacharelado em Administração de Empresas pela Prestige (Devi Ahilya University) e seu Mestrado em Administração de Empresas pela Cardiff Metropolitan University no País de Gales, Reino Unido. 
Seu tataravô mudou-se de Barshi (Maharashtra), para o estado de Gwalior e mais tarde se estabeleceu no estado de Dewas Junior, onde ele e seus descendentes ocuparam uma posição nobre hereditária chamada 'Mankari', no durbar do estado.
Além de se apresentar com sua banda, ele também se apresentou várias vezes em Cardiff como músico solo, onde morou de 2010 a 2012.
Em 2017 mudou-se para Harare, Zimbábue e fez vários shows acústicos solo em Jam Tree, Queen of Hearts, Amanzi e Corky's.
Ele colaborou com os membros da banda Evicted, e tocou ao lado de Dividing The Element, Acid Tears e Chikwata-263 na edição de 2018 do Zimbábue do concerto 'Metal United World Wide' no Reps Theatre em Harare.
Bhonsale cita suas influências como Nirvana, Incubus, Chevelle e Rage Against the Machine.

## Equipamento
- Guitarra Elétrica Jackson King V
- Guitarra elétrica Fender Jaguar Kurt Cobain Signature
- Processador de guitarra multiefeitos Line 6 Pod X3 Live
- Dunlop DB01 Dimebag Darrell Signature Cry Baby Wah Pedal
- Blackstar ID Core Amp
- Guitarra Acústica Ibanez Dreadnaught

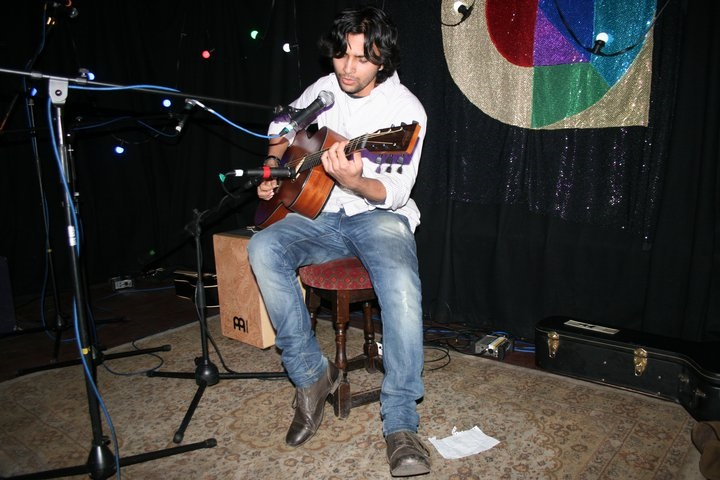
Digvijay Bhonsale Live at 'No Sweat', Cardiff Arts Institute, País de Gales, Reino Unido, 2011.
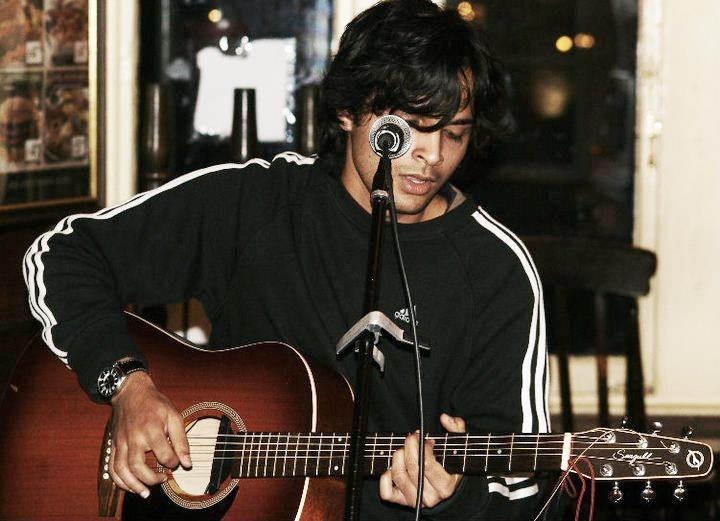
Ao vivo no Pen n Wig em Cardiff, País de Gales, Reino Unido em 2011.
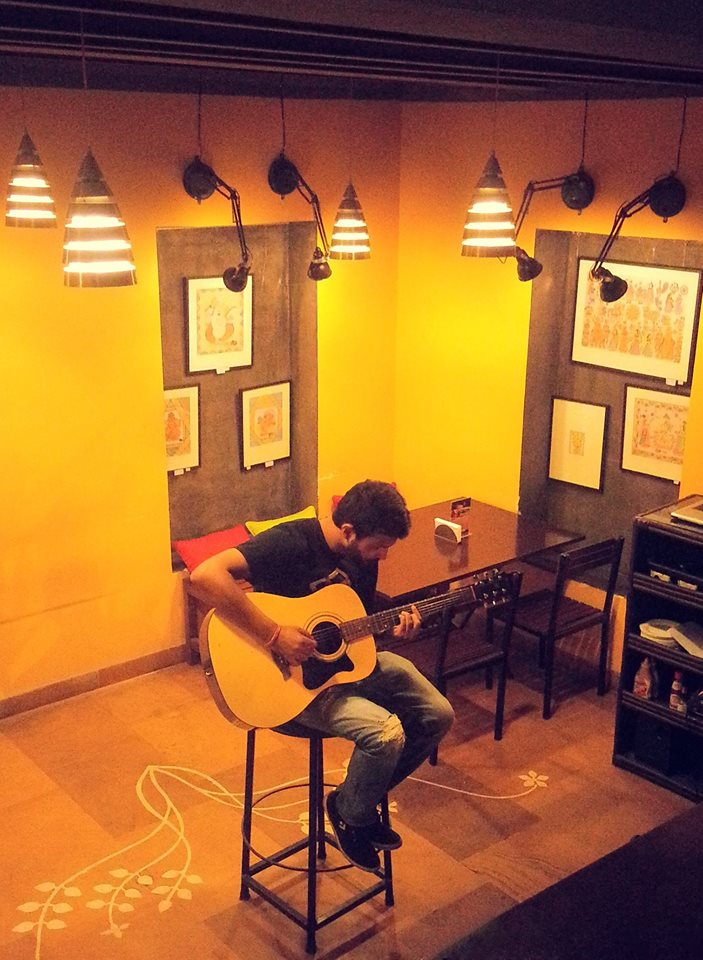
Ao vivo em Kuzart Lane, em Nova Delhi, Índia, em 2014.
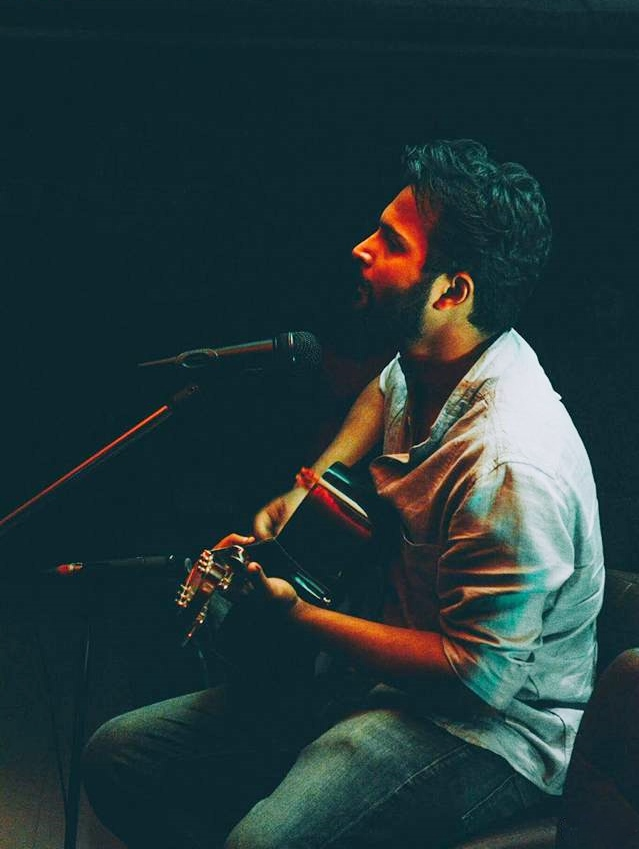
Ao vivo no Woodstock Lounge em Indore, Índia, em 2015.
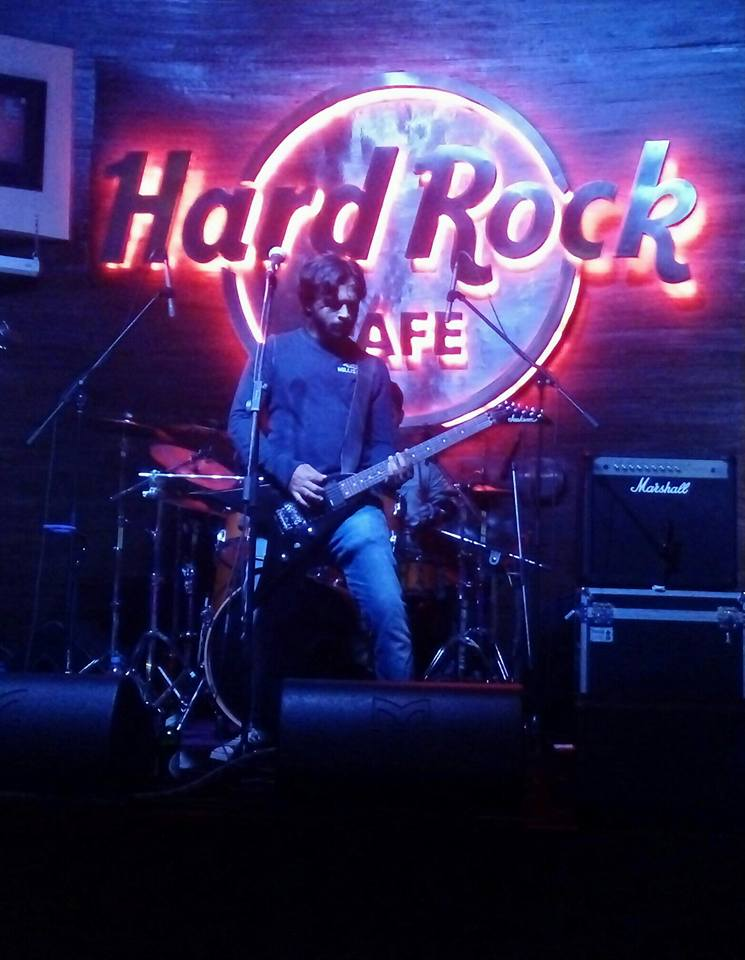
Live with Nicotine no Hard Rock Cafe em Hyderabad, Índia, em 2016.
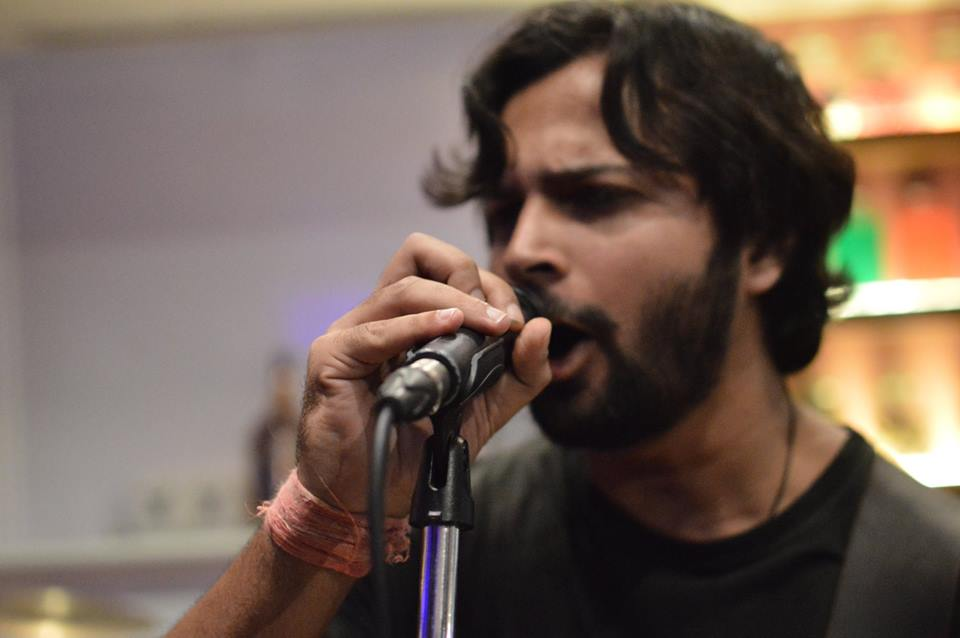
Live with Nicotine at Rockville em Mumbai, Índia, em 2016.
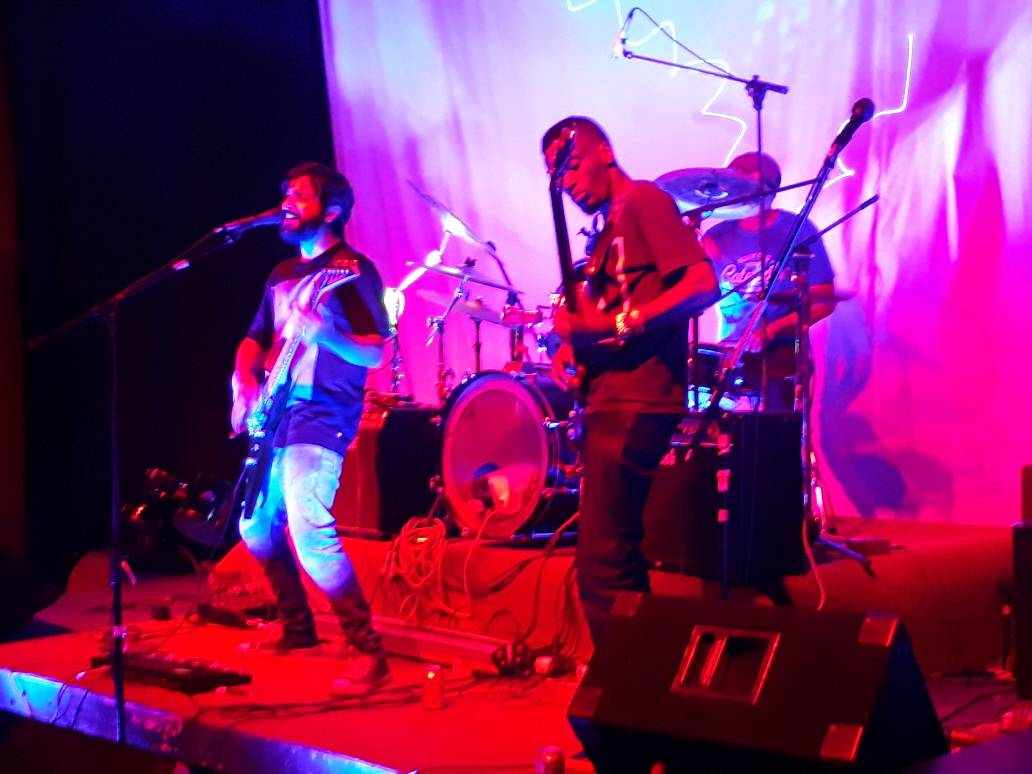
Ao vivo na edição zimbabweana de 'The Metal United World Wide', no Reps Theatre, Harare, em 2018